# Самудио, Брайан
Бра́йан Хосе́ Саму́дио Сего́вия (исп. Braian José Samudio Segovia; род. 23 декабря 1995, Сьюдад-дель-Эсте) — парагвайский футболист, нападающий клуба «Серро Портеньо» и сборной Парагвая.

## Клубная карьера
Самудио родился 23 декабря 1995 года в Сьюдад-дель-Эсте, Парагвай и начал играть в футбол в молодёжной команде «Атлетико Форталеса», находившейся рядом с его домом. В дальнейшем выступал за молодёжные команды испанских клубов «Комарка де Нихар» и «Дения» и парагвайского клуба «3 февраля». Первым профессиональным клубом в карьере Самудио стал бразильский «Унион Барбаренсе». 1 января 2016 года он подписал контракт с клубом «Боа».
В 2017 году перешёл в «Гуарани» (Кампинас) из бразильской серии B. Он дебютировал за клуб 7 июня 2017 года в домашнем матче против своей бывшей команды «Боа» (2:1), а свой первый гол забил через три дня, принеся победу своей команде на 53-й минуте матча против «Параны». За свою карьеру в клубе парагваец забил 7 голов в 26 официальных матчах.
В 2017 году после прохождения медицинского обследования Самудио официально перешёл в турецкий «Ризеспор» на правах аренды. 12 августа 2017 года дебютировал за новый клуб в домашнем матче против «Манисаспора» (4:1). 19 августа 2017 года забил свой первый гол за «Ризеспор», поучаствовав в победе над клубом «Адана Демирспор» со счетом 3:1. По итогам сезона Самудио стал лучшим бомбардиром Первой лиги, отличившись 20 забитыми мячами в 33 матчах, и помог своей команде вернуться в высший дивизион страны.
1 июля 2018 года «Ризеспор» выкупил Самудио, заплатив 1 миллион евро и заключив контракт на 3 года. В последующих трёх сезонах был игроком стартового состава, в 97 матчах забил 18 голов и отдал 11 голевых передач. В июне 2021 года покинул Турцию и перешёл в «Толуку», подписав трёхлетний контракт.

## Карьера в сборной
5 сентября 2019 года Самудио дебютировал за сборную Парагвая в товарищеском матче против Японии (0:2). 8 июня 2021 года принял участие в матче отборочного турнира чемпионата мира по футболу 2022 года против Бразилии (0:2), на 80-й минуте заменив Анхеля Ромеро. 10 июня был включён в заявку сборной на Кубок Америки. 24 июня забил свой первый гол за сборную в матче группового этапа против сборной Чили (2:0). Сборная Парагвая покинула турнир на стадии четвертьфинала, уступив сборной Перу в серии пенальти, сам Самудио не сумел реализовать свой удар в серии.

## Статистика

### Клубная
| Выступление        | Выступление      | Выступление      | Лига | Лига | Кубки | Кубки | Континент. | Континент. | Итого | Итого |
| Клуб               | Лига             | Сезон            | Игры | Голы | Игры  | Голы  | Игры       | Голы       | Игры  | Голы  |
| ------------------ | ---------------- | ---------------- | ---- | ---- | ----- | ----- | ---------- | ---------- | ----- | ----- |
| Боа                | Серия C          | 2016             | 12   | 3    | 0     | 0     | 0          | 0          | 12    | 3     |
| Боа                | Итого            | Итого            | 12   | 3    | 0     | 0     | 0          | 0          | 12    | 3     |
| Гуарани (Кампинас) | Серия B          | 2017             | 9    | 4    | 0     | 0     | 0          | 0          | 9     | 4     |
| Гуарани (Кампинас) | Итого            | Итого            | 9    | 4    | 0     | 0     | 0          | 0          | 9     | 4     |
| Ризеспор           | Первая лига      | 2017/2018        | 33   | 20   | 1     | 0     | 0          | 0          | 34    | 20    |
| Ризеспор           | Суперлига        | 2018/2019        | 29   | 5    | 3     | 0     | 0          | 0          | 32    | 5     |
| Ризеспор           | Суперлига        | 2019/2020        | 31   | 5    | 3     | 0     | 0          | 0          | 34    | 5     |
| Ризеспор           | Суперлига        | 2020/2021        | 37   | 8    | 2     | 1     | 0          | 0          | 39    | 9     |
| Ризеспор           | Итого            | Итого            | 130  | 38   | 9     | 1     | 0          | 0          | 139   | 39    |
| Всего за карьеру   | Всего за карьеру | Всего за карьеру | 151  | 45   | 9     | 1     | 0          | 0          | 160   | 46    |

### В сборной
| Сборная  | Год   | Игры | Голы |
| -------- | ----- | ---- | ---- |
| Парагвай | 2019  | 4    | 0    |
| Парагвай | 2021  | 5    | 1    |
| Итого    | Итого | 9    | 1    |

### Матчи за сборную
| № | Дата            | Соперник          | Счёт | Голы Самудио | Турнир             |
| 1 | 5 сентября 2019 | Япония            | 0:2  | —            | Товарищеский матч  |
| 2 | 13 октября 2019 | Словакия          | 1:1  | —            | Товарищеский матч  |
| 3 | 14 ноября 2019  | Болгария          | 1:0  | —            | Товарищеский матч  |
| 4 | 19 ноября 2019  | Саудовская Аравия | 0:0  | —            | Товарищеский матч  |
| 5 | 8 июня 2021     | Бразилия          | 0:2  | —            | Отбор на ЧМ-2022   |
| 6 | 21 июня 2021    | Аргентина         | 0:1  | —            | Кубок Америки 2021 |
| 7 | 24 июня 2021    | Чили              | 2:0  | 1            | Кубок Америки 2021 |
| 8 | 28 июня 2021    | Уругвай           | 0:1  | —            | Кубок Америки 2021 |
| 9 | 2 июля 2021     | Перу              | 3:3  | —            | Кубок Америки 2021 |

Итого: 9 матчей / 1 гол; 2 победы, 3 ничьих, 4 поражения.